# Dominick McCaffrey
Dominick McCaffrey (* 24. September 1863 in Pittsburgh, Pennsylvania; † 29. Dezember 1926 ebenda) war ein US-amerikanischer Boxer, der oft gegen größere und schwerere Kämpfer antrat.
Am 29. August 1885 trat er in einem Kampf, nach den neuen Queensberry-Regeln, in Cincinnati, Ohio, um den Titel des Weltmeisters im Schwergewicht, gegen John L. Sullivan an und verlor, nach einem Kampf über 7 Runden.
Durch diesen Kampf wurde Sullivan zum ersten anerkannten Box-Weltmeister im Schwergewicht.
Am 31. Januar 1888 boxte er gegen Jack Dempsey in Jersey City, verlor allerdings ebenfalls nach 10 Runden.
Am 14. April 1890 kämpfte er gegen Jim Corbett in New York und verlor nach 4 Runden.